# Tatakau Shisho
Tatakau shisho (jap. 戦う司書) – seria light novel autorstwa Ishio Yamagaty, z ilustracjami Shigeki Maeshimy. Seria rozpoczęła się wraz z wydaniem pierwszego tomu 22 września 2005 roku, a do 22 stycznia 2010 roku wydane zostało dziesięć tomów. Powieść została opublikowana przez imprint wydawnictwa Shūeisha Super Dash Bunko. Mangowa adaptacja powieści autorstwa Kokonotsu Shinohary była publikowana w magazynie Ultra Jump Egg wydawnictwa Shūeisha między marcem 2008 roku a październikiem 2009 roku. Na podstawie powieści powstał również serial anime, emitowany w Japonii od 2 października 2009 roku.

## Fabuła
Historia rozgrywa się w świecie, w którym zmarli ludzie zmieniają się w księgi, które przechowywane są w Bibliotece Bantorra. Każdy, kto je przeczyta może poznać przeszłość tych osób. Biblioteka Bantorra jest utrzymywana przez Zbrojnych Bibliotekarzy, którzy dzierżą nadnaturalne zdolności, a ich wrogiem jest psychotyczny kult znany jako kościół Shindeki (jap. 神溺教団 Shindeki Kyōdan). W miarę jak historia się rozwija przedstawia świat smutku i bólu, niesprawiedliwości i oszczędności życia, jak również osobiste pragnienia bohaterów. Każda postać umiera smutną, choć znaczącą śmiercią, a każda śmierć otwiera drogę dla małego promyka nadziei w świecie, który odkrywa również część tajemnicy dla czytelnika.

## Biblioteka Bantorra
Hamyuts Meseta (jap. ハミュッツ＝メセタ Hamyuttsu Meseta)
Seiyū: Romi Paku 
Pełni obowiązki dyrektora Biblioteki Bantorra. Ma beztroską osobowość i żądzę walki, zawsze szuka przeciwnika wystarczająco mocnego, aby mógł ją zabić. Była w związku z Mattalastem w przeszłości. Jej główną bronią jest proca (zwykle owinięta wokół jej prawego nadgarstka), którą wykorzystuje do strzelania z ukrycia do wrogów z dużej odległości z wielką precyzją i siłą. Potrafi rzucać duże obiekty, ale zwykle wykorzystuje małe kamyki. Prędkość tych pocisków może osiągnąć pięciokrotną prędkość dźwięku. Jej magiczną umiejętnością jest "włókna sensoryczne", które pozwalają jej obserwować różne lokacje z daleka. Jej włókna, w pełni wyemitowane, mogą osiągnąć około 50 kilometrów, podczas gdy liczba włókien emitowanych sięga ponad miliard.
Mattalast Ballory (jap. マットアラスト＝バロリー Mattoarasuto Barorī)
Seiyū: Tōru Ōkawa 
Zbrojny Bibliotekarz pierwszego stopnia, a także jeden z pięciu najsilniejszych Zbrojnych Bibliotekarzy. Zwykle nosi czarny smoking i melonik. On jest osobą spokojną, wśród ludzi ma opinię kłamcy. Kiedyś był w związku z Hamyuts. Jego główną bronią są bronie palne. Używa rewolweru i karabinu przeciwpancernego. Jego magiczną umiejętnością jest zdolność zobaczenia przyszłości z 2-sekundowym wyprzedzeniem, którą może wykorzystać, aby podjąć działania zapobiegawcze w obecności wroga. Jest jednym z niewielu, który zna tajemnicę Nieba, a także ją chroni.
Mirepoc Finedel (jap. ミレポック＝ファインデル Mirepokku Fainderu)
Seiyū: Miyuki Sawashiro 
Zbrojna Bibliotekarka trzeciego stopnia, jest instruktorką Noloty. Była kiedyś oficerem rezerwowym Imperium, a do Zbrojnych Bibliotekarzy dołączyła dzięki Hamyuts. Zazwyczaj nosi swój mundur, jest rygorystyczną osobą. Jej główną bronią są miecz i pistolet. Ze względu na swój brak umiejętności bojowych Mirepoc zazwyczaj przyjmuje rolę wsparcia. Jej magiczną umiejętnością jest telepatia, niezależnie od tego, jak daleko ktoś się znajduje, potrafi nawiązać telepatyczną więź z tą osobą, o ile zna jej imię i wygląd. Jest zakochana w Volkenie.
Volken Macmani (jap. ヴォルケン＝マクマーニ Voruken Makumāni)
Seiyū: Yūichi Nakamura 
Młody Zbrojny Bibliotekarz. Ma zielone włosy i zwykle nosi standardowe szaty Zbrojnych Bibliotekarzy. Jego poczucie sprawiedliwości jest bezkonkurencyjne. Jego bronią są ostre jak brzytwa dyski, które po rzucie może kontrolować siłą woli. Jego magiczną umiejętnością jest zdolność wykorzystania złudzeń do tworzenia wielu kopii samego siebie. Ze względu na jego silne poczucie sprawiedliwości, zaczyna wątpić w działania Hamyuts.
Noloty Malche (jap. ノロティ＝マルチェ Noroti Maruche)
Seiyū: Haruka Tomatsu 
Praktykantka na stanowisko Zbrojnej Bibliotekarki. Jest ekspertem w dziedzinie walki wręcz. Jest radosną i towarzyską osobą, która nie lubi zabijać ludzi. Urodziła się na wyspie niedaleko Imperium i była wychowana przez ojca, który był szefem wioski. Po tym jak jej ojciec zmarł, została wyrzucona z wioski i ostatecznie stała się Zbrojną Bibliotekarką.
Ruruta Coozancoona (jap. ルルタ＝クーザンクーナ Ruruta Kūzankūna)
Seiyū: Takahiro Sakurai 
Dyrektor i założyciel Biblioteki Bantorra. Jego magiczną umiejętnością jest "Wolne od łez zakończenie", co powoduje opady śniegu na całej planecie, wprowadzenie ludzkości w wieczny sen. Podobnie jak Zatoh Rondohoon jest Pożeraczem "Książek" (jap. 『本』食い “Hon”-gui), ale jego determinacja pozwoliła mu na spożycie znacznie więcej książek (100 000).
Mokkania Fluru (jap. モッカニア＝フルール Mokkania Furūru)
Seiyū: Akira Ishida 
Jeden z najsilniejszych Zbrojnych Bibliotekarzy, wraz z Hamyuts Meseta. Jest samotnym mężczyzną, który jest tak silny, że obawia się własnej mocy. Podczas wojny między Biblioteką Bantorra i Imperium, czuł się winny po zabiciu tak wielu ludzi, więc zamknął się głęboko w labiryncie pod Biblioteką Bantorra. Jego magiczną umiejętnością jest zdolność do kontrolowania armii mięsożernych mrówek.
Ireia Kitty (jap. イレイア＝キティ Ireia Kiti)
Seiyū: Akiko Takeguchi 
Chacoly Cocotte (jap. チャコリー＝ココット Chakorī Kokotto)
Seiyū: Ai Nonaka 
Przyjacieółka z dzieciństwa Hamyuts. Znana jest także jako "The Violet Sinner". Jej magiczną umiejętnością jest "Przeniesienie Duszy". Jest to zdolność podobna do telepatii Mirepoc, lecz o wyższym poziomie, ponieważ dzięki niej Ireia może kontrolować umysły ludzi poprzez wstrzyknięcie część swojej duszy.
Fhotona (jap. (フォトナ＝バードギャモン Fotona Bādogyamon)
Seiyū: Tōru Furusawa 
Pełnił obowiązki dyrektora przed Hamyuts. Był mentorem Volkena. Widząc jak Hamyuts wzrasta w szeregach Zbrojnych Bibliotekarzy, nakazuje Mattalastowi zamordować ją, kiedy podczas ich wspólnej misji odmawia zabicia zdrajcy Hizy. Obawia się, że może ona stać się zbyt potężna, daleko wyprzedzając wszystkich w Bibliotece.
Makia Dexiart (jap. マキア＝デキシアート Makia Dekishiāto)
Seiyū: Masaki Terasoma 

## Muzyka
Muzyka do serii została skomponowana przez Yoshihisę Hirano.
Opening
1. "Datenkoku Sensen" (jap. 堕天國宣戦), śpiewane przez ALI PROJECT (1–16).
2. "Seisai no Ripieno" (jap. 星彩のRipieno), śpiewane przez Sayakę Sasaki (17–27).

Ending
1. "Light of Dawn", śpiewane przez Annabel (odc. 1–16)
2. "Dominant space", śpiewane przez Aira Yuuki (odc. 17–27)